# 劉孝威
劉孝威（496年—549年），彭城郡彭城县安上里（今江苏省徐州市）人，南梁官员。

## 生平
刘绘之子，劉孝綽之六弟。生年不详，早年為晋安法曹，改主簿。太清年間，升迁為中庶子，兼通事舍人。和庾肩吾等并为萧纲的“高斋学士”。大同九年（543年），京城东宫有一群白雀驻足，大颂祥瑞。侯景之亂時，孝威自建康（今南京）出逃，追随司州刺史柳仲礼西上，直奔荆州。太清二年（549年）至安陆（今湖北安陆），遇疾卒。有文集前後各十卷。

## 家庭

### 父亲
- 刘绘，南齐大司马从事中郎

### 兄弟姐妹
- 刘孝绰，南梁秘书监
- 刘孝能
- 刘孝仪，南梁明威将军、豫章内史
- 刘孝胜，南梁司徒右长史
- 刘孝先，南梁侍中
- 刘氏，嫁琅邪王叔英
- 刘氏，嫁吴郡张嵊
- 刘令娴，嫁东海徐悱

### 子女
- 刘氏，嫁北周使持节、骠骑大将军、开府仪同三司、蒲州总管长史、义康敬子柳鸿渐，封安康郡君[4][5]